# Smallville (8. évad)

## 8x01 - Odüsszeia (Odyssey)
A Zöld Íjász vezette Igazságliga az Északi-sarkra téved a Clark utáni kutatás során. Clark eltűnt az erőd összeomlása után.
A csapat rögtön összetűzésbe keveredik a LuthorCorp új vezérigazgatójával, Tess Mercerrel. 
Ezalatt Chloe-t fogva tartja egy gyanús csoport, akik felfedezték, hogy Chloe-nak van egy új képessége. 
Clark eközben meg van fosztva a képességeitől Jor-Elnek köszönhetően.

## 8x02 - Plasztik (Plastique)
Clark első napját tölti a Planetnél Lois oldalán. A páros rögvest belekeveredik egy balhéba, amikor egy busz felrobban a szerkesztőség előtt.
Clark megment egy Bette nevű fiatal lányt, aki hamar összebarátkozik Chloe-val, mivel mindketten meteorfertőzöttek.
De Bette egy nagy titkot rejteget. Davis Bloom megérkezik Metropolisba és vonzódni kezd Chloe-hoz.

## 8x03 - Méreg (Toxic)
A NAP MIKOR OLIVERBEN MEGSZÜLETETT A ZÖLD ÍJÁSZ - Oliver összeesik egy jótékonysági eseményen és kiderül, hogy csak 24 óra van hátra az életéből.
Clark és Chloe Davis-t hívja segítségül, de Davis nem sok jóval kecsegtet.
Az eszméletét vesztett Oliver álmában képeket lát arról az időszakról, amikor partra vetődött egy szigeten és megtanult először íjat és nyilat használni.
Arra is visszaemlékszik, amikor Tess-szel először találkozott a szigeten, miután a lányt elrabolta egy drogfutár.
Eközben Chloe úgy dönt, új képességeit Oliver megmentésére használja fel, sokkolva Clarkot.

## 8x04 - Ösztön (Instinct)
Tess és csapata kísérletezgetni kezd az Északi-sarkról visszahozott kristályon, aminek hatására véletlenül egy jelet küldenek a világegyetembe.
Ennek hatására Maxima, az Almerac bolygó királynője a Földre érkezik, hogy megtalálja lelki társát, aki szerinte a jelet küldte.
A keresés folyamán kiderül, Maxima ereje túl sok egy halandó számára, a csókja megöli őket.
A csábító Maxima Metropolisba érkezik és itt is kutatásba kezd. A sors Jimmy-t sodorja először az útjába.

## 8x05 - Hű (Committed)
KIDERŰL, HOGY LOIS HOGYAN IS ÉREZ IGAZÁN CLARK IRÁNT - Chloe-t és Jimmy-t elrabolják, miután elhagyják az eljegyzési partit.
A tettes egy őrült ékszerész, akit érzelmileg megsebzett a felesége hűtlensége.
Most párokat rabol el, akiket kriptonitos hazugságvizsgálónak vet alá, ami sokkolja őket hazugság esetén.
Az elrabló megkérdezi Chloe-t, hogy szerelmes-e valaki másba.
Ezalatt a Jimmy és Chloe utáni kutatás során Clark és Lois szerelmespárnak tetteti magát, hogy felderítsék az ügyet.
El is rabolja őket a tettes, majd megkérdezi, hogyan éreznek egymás iránt.

## 8x06 - Préda (Prey)
Clark utánanéz egy színházbeli támadásnak, ami egy sorozatgyilkos műve lehet.
Azt gyanítja a tettes meteorfertőzött, így megkéri Chloe-t, adja ki azoknak a nevét, akikről gondoskodik az Isis Alapítványnál.
Ez feszültséget generál a két barát között. Davis attól fél, hogy az eszméletvesztései azt jelenthetik,
hogy ő a sorozatgyilkos és begyűjti a bizonyítékokat, amik veszélybe sodorhatják.
A legrosszabbtól tartva bevallja Chloe-nak a gyanakvását.

## 8x07 - Személyazonosság (Identity)
JIMMY RÁJÖN CLARK TITKÁRA - Jimmy lefotózza Clarkot, amint szuper sebességgel megmenti Loist egy rablótól.
A foton csak egy piros-kék maszat marad.
Jimmy megmutatja a képet Tess-nek aki úgy dönt, hogy leközli a Daily Planet másnapi címoldalán.
Clark fél, hogy fel fogják ismerni, ezért megkéri Chloét avatkozzon be , de az nemet mond.

## 8x08 - Vérvonal (Bloodlines)
Clark kap egy névtelen csomagot, a kristállyal amit Tess talált a sarkvidéken. Amikor kiveszi a kristályt a csomagból,
az aktiválja magát és a Fantom Zónába küldi az éppen látogató Loisszal együtt. A Fantom Zónában belefutnak Karába,
aki kinyitja Lois számára a portált de Zod felesége, Faora megszökik és átvéve az irányítást Lois teste felett, Metropolisban tombol.

## 8x09 - Mélység (Abyss)
Brainiac elkezdi egyenként eltávolítani Chloe emlékeit, mindaddig, amíg a lány csak Davisre emlékszik.
Clark rájön, az egyetlen út, hogy megállítsa Brainacet ha újraépíti a Magány Erődjét és megkéri Jor-El-t hogy segítsen rajta.

## 8x10 - Menyasszony (Bride)
LOIS ÉS CLARK KÖZÖTT, MAJDNEM ELCSATTAN AZ ELSŐ CSÓK - Chloe izgatott hogy végre összeházasodnak Jimmy-vel, de mindeközben attól fél hogy Davis közbelép majd.
Eközben Oliver elárulja Clarknak, hogy felfedezte hol bujkál Lex és kész Kubába menni, hogy szembenézzen vele.
Lex helyett viszont Lanát találja ott. Clark és Lois egyre közelebb kerülnek egymáshoz, majd bekövetkezik a káosz,
ugyanis Doomsday betör az esküvőre és megpróbálja elrabolni Chloét.

## 8x11 - Légió (Légió)
FELBUKKAN A SZUPERHŐSÖK LÉGIÓJA - Doomsday támadása ledöbbentette Clarkot, de még mielőtt elkezdhetné keresni Chloet, megjelenik a Persuader és megtámadja őt.
A Légió eljön a jövőből hogy segítsen legyőzni őt és rájönnek hogy Brainiac átvette a hatalmat Chloe felett.
Eközben Brainiac (a Magány Erődjében) elmondja Davisnek hogy ő Doomsday és hogy azért hozták őt létre,
hogy megölje a többi kriptonit és hogy elpusztítsa a földet.

## 8x12 - Golyóálló (Bulletproof)
Clark rájön, hogy John Jonest meglőtték, amíg rendőrként dolgozott, ezért Clark egyenruhát ölt és beépül hogy megtalálja a bűnöst.
Eközben, Lana elmondja Tessnek hogy Lex milyen ember is valójában.
A Lanával való beszélgetés után Tess újraértékeli a helyzetét a Luthorcorp fejeként.

## 8x13 - Erő (Power)
Clark Lana feldúlt lakásában találja Tesst, és rájön hogy Lana eltűnt. Tess elmondja Clarknak hogy Lex életben van és talán ő rabolta el Lanát,
valamint azt is, hogy mi történt Lanával miután felébredt a Brainiac által előidézett kómából.
Mindeközben Tess betör egy titkos LuthorCorp létesítménybe, és megdöbben a látottak alapján.

## 8x14 - Requiem (Requiem)
Egy robbanás a Luthorcorpban megöli az összes tanácstagot és megsebesíti Olivert, aki éppen azért volt ott hogy bejelentse,
összevonja a saját cégét a Luthorcorppal. Oliver úgy hiszi, Lex áll a robbantás hátterében, de Clark és Lana rájön hogy a robbantó,
Winslow Schott aki egy játékkészítő, volt munkása a Queen Industries-nak és igencsak haragszik Oliverre.

## 8x15 - Hírhedt (Infamous)
Linda Lake visszatér Metropolisba és azzal fenyegetőzik, hogy felfedi Clark titkát, hacsak meg nem ígéri,
hogy adni fog egy kizárólagos interjút a piros-kék folttal kapcsolatban, amivel megint sztárriporterré tudna válni.
Miközben megtagadja, hogy zsarolják, Clark elmondja a titkát Loisnak és megkéri őt,
hogy írja meg a sztorit a Daily Planetnek.

## 8x16 - Turbulencia (Turbulence)
Tess meghívja Clarkot Los Angelesbe egy konferenciára, az út során Clark próbálja kideríteni Lex mennyit mondott róla,
de egy robbanás rázza meg a repülőjüket. Clarknak ki kell találnia, hogyan mentse meg magukat anélkül,
hogy Tess előtt felfedje a titkát. Davis ellátogat egy templomba ahol meggyónja hogy olyan embereket bánt akiket szeret.

## 8x17 - Bűbáj (Hex)
Egy titokzatos varázsló jelenik meg Chloe szülinapi buliján, Zatanna és végrehajtja Chloe kívánságát,
aki azt kéri hogy hasonlóbb legyen Loishoz, ezért megcseréli a testüket.
Zatanna egyébként az apja varázskönyve után kutat hogy megidézhesse az apja lelkét
és végrehajtsa Clark legmélyebb vágyát is.

## 8x18 - Örökkévaló (Eternal)
Tess megpróbálja megölni Davist, azzal hogy felrobbantja az autóját, de miután Davis elmenekül,
Tess rájön hogy meg kell semmisítenie őt ezért Clarkhoz fordul segítségért és felfedi Davis
titkos Luthorokkal kapcsolatos gyermekkorát és elejti azt, hogy tudja Clark titkos személyiségét.
A történtek után Davis Chloéhoz menekül segítségért.

## 8x19 - Tűsarok (Stiletto)
Lois egy sikeres cikk reményében szuperhősnőnek áll. Jimmy segítségére van s emiatt bajba keveredik. Clark rájön a csalásra, de ő is a rossz fiúk kezébe kerül... Chloe rendületlenül rejtegeti Davist.

## 8x20 - Szörny (Beast)
Clark rájön hogy Davis életben van és szembesíti Chloet Davis védelmezésével kapcsolatban.
Oliver rajtakapja Jimmyt amint az betörni készül Chloe lakására, a helyzet pedig hirtelen rosszabbra fordul
miután Davis előugrik az árnyékból és megtámadja őket.

## 8x21 - Igazságtalanság (Injustice)
Chloe visszatér és könyörög Clarknak, hogy ölje meg Davist, mivel már nem tudja kontrollálni a magában rejlő szörnyeteget.
Tess egybegyűjti meteorfertőzöttekből álló alakulatát és megbízza őket Davis levadászásával, hogy így Clark megölhesse őt.
Azonban a dolgok kicsúsznak az irányítás alól, amikor fertőzöttek csapata rájön, hogy Tess felülteti őket.

## 8x22 - Végítélet (Doomsday)
KÉPVISELTETI MAGÁT AZ IGAZSÁGLIGA ÉS A SZUPERHŐSÖK LÉGIÓJA - Oliver szerint Clarknak kötelessége megölnie Davist. Hiszen Doomsday komoly fenyegetés és meg kell állítani,
bármi áron. Azonban Clark habozik: nem akar kioltani egy emberi életet.
Ezért a Zöld Íjász és csapata úgy dönt, saját kezükbe veszik az ügyet.
Lois eközben összetűzésbe kerül Tess-szel, de harcuk sokkoló fordulatot vesz.
Ezalatt Chloe belecsöppen abba a küzdelembe, amit Oliver és Clark Davis megölése kapcsán folytat.